# Giro dei Paesi Bassi 1993
Il Giro dei Paesi Bassi 1993, trentatreesima edizione della corsa, si svolse dal 16 al 20 agosto 1993 su un percorso di 856 km ripartiti in 5 tappe (la terza suddivisa in due semitappe), con partenza da Leida e arrivo a Valkenburg. Fu vinto dall'olandese Erik Breukink della squadra ONCE davanti al connazionale Jelle Nijdam e al tedesco Olaf Ludwig.

## Tappe
| Tappa  | Data      | Percorso                                    | km  | Vincitore di tappa | Leader cl. generale |
| ------ | --------- | ------------------------------------------- | --- | ------------------ | ------------------- |
| 1ª     | 16 agosto | Leida > Tilburg                             | 155 | Wilfried Nelissen  | Wilfried Nelissen   |
| 2ª     | 17 agosto | Tilburg > Huizen                            | 193 | Wilfried Nelissen  | Wilfried Nelissen   |
| 3ª-1ª  | 18 agosto | Huizen > Hardenberg                         | 109 | Fabio Baldato      | Wilfried Nelissen   |
| 3ª-2ª  | 18 agosto | Hardenberg > Hardenberg (cron. individuale) | 23  | Erik Breukink      | Erik Breukink       |
| 4ª     | 19 agosto | Deventer > Venlo                            | 181 | Wilfried Nelissen  | Erik Breukink       |
| 5ª     | 20 agosto | Venlo > Valkenburg                          | 195 | Jesper Skibby      | Erik Breukink       |
| Totale | Totale    | Totale                                      | 856 |                    |                     |

## Dettagli delle tappe

### 1ª tappa
- 16 agosto: Leida > Tilburg – 155 km

| Pos. | Corridore          | Squadra           | Tempo    |
| ---- | ------------------ | ----------------- | -------- |
| 1    | Wilfried Nelissen  | Novemail          | 3h32'42" |
| 2    | Endrio Leoni       | Jolly Componibili | s.t.     |
| 3    | Frédéric Moncassin | Wordperfect       | s.t.     |

| Pos. | Corridore         | Squadra  | Tempo |
| ---- | ----------------- | -------- | ----- |
| 1    | Wilfried Nelissen | Novemail |       |

### 2ª tappa
- 17 agosto: Tilburg > Huizen – 193 km

| Pos. | Corridore          | Squadra     | Tempo    |
| ---- | ------------------ | ----------- | -------- |
| 1    | Wilfried Nelissen  | Novemail    | 4h50'03" |
| 2    | Frédéric Moncassin | Wordperfect | s.t.     |
| 3    | Olaf Ludwig        | Telekom     | s.t.     |

| Pos. | Corridore         | Squadra  | Tempo |
| ---- | ----------------- | -------- | ----- |
| 1    | Wilfried Nelissen | Novemail |       |

### 3ª tappa - 1ª semitappa
- 18 agosto: Huizen > Hardenberg – 109 km

| Pos. | Corridore          | Squadra     | Tempo    |
| ---- | ------------------ | ----------- | -------- |
| 1    | Fabio Baldato      | MG Boys     | 2h57'04" |
| 2    | Frédéric Moncassin | Wordperfect | s.t.     |
| 3    | Giovanni Fidanza   | Gatorade    | s.t.     |

| Pos. | Corridore         | Squadra  | Tempo |
| ---- | ----------------- | -------- | ----- |
| 1    | Wilfried Nelissen | Novemail |       |

### 3ª tappa - 2ª semitappa
- 18 agosto: Hardenberg > Hardenberg (cron. individuale) – 23 km

| Pos. | Corridore      | Squadra     | Tempo  |
| ---- | -------------- | ----------- | ------ |
| 1    | Erik Breukink  | ONCE        | 27'57" |
| 2    | Jelle Nijdam   | Wordperfect | a 21"  |
| 3    | François Simon | Castorama   | a 25"  |

| Pos. | Corridore     | Squadra | Tempo |
| ---- | ------------- | ------- | ----- |
| 1    | Erik Breukink | ONCE    |       |

### 4ª tappa
- 19 agosto: Deventer > Venlo – 181 km

| Pos. | Corridore         | Squadra  | Tempo    |
| ---- | ----------------- | -------- | -------- |
| 1    | Wilfried Nelissen | Novemail | 4h19'20" |
| 2    | Wiebren Veenstra  | Subaru   | s.t.     |
| 3    | Olaf Ludwig       | Telekom  | s.t.     |

| Pos. | Corridore     | Squadra | Tempo |
| ---- | ------------- | ------- | ----- |
| 1    | Erik Breukink | ONCE    |       |

### 5ª tappa
- 20 agosto: Venlo > Valkenburg – 195 km

| Pos. | Corridore     | Squadra       | Tempo    |
| ---- | ------------- | ------------- | -------- |
| 1    | Jesper Skibby | TVM-Bison Kit | 4h41'15" |
| 2    | Olaf Ludwig   | Telekom       | a 2"     |
| 3    | Johan Capiot  | TVM-Bison Kit | s.t.     |

| Pos. | Corridore     | Squadra     | Tempo     |
| ---- | ------------- | ----------- | --------- |
| 1    | Erik Breukink | ONCE        | 20h48'22" |
| 2    | Jelle Nijdam  | Wordperfect | a 21"     |
| 3    | Olaf Ludwig   | Telekom     | a 28"     |

## Classifiche finali

### Classifica generale
| Pos. | Corridore        | Squadra                        | Tempo     |
| ---- | ---------------- | ------------------------------ | --------- |
| 1    | Erik Breukink    | ONCE                           | 20h48'22" |
| 2    | Jelle Nijdam     | Wordperfect                    | a 21"     |
| 3    | Olaf Ludwig      | Telekom                        | a 28"     |
| 4    | François Simon   | Castorama                      | a 35"     |
| 5    | Vjačeslav Ekimov | Novemail-Histor-Laser Computer | a 36"     |
| 6    | Laurent Desbiens | Castorama                      | a 49"     |
| 7    | Jesper Skibby    | TVM-Bison Kit                  | a 53"     |
| 8    | Raúl Alcalá      | Wordperfect                    | a 54"     |
| 9    | Tom Cordes       | Amaya Seguros                  | a 1'01"   |
| 10   | Sean Yates       | Motorola                       | a 1'03"   |